# Бучинський Даміан Флорович
Даміан Флорович Бучинський (нар. 14 липня 1874 — пом. 1 листопада 1937, Умань) — ієрей, православний священномученик. Мешкав в Умані, страчений в Уманській в'язниці. Канонізований на засіданні Священного Синоду УПЦ МП 28 жовтня 1997 року.